# Racoon
Racoon este o trupă de rock olandeză, formată în 1997. Prima mare apariție a fost în anul 1999 la Noorderslagfestival. Primul album Till Monkeys Fly  a apărut în ianuarie 2000, produs de Michael Schoots (Urban Dance Squad). Primul single, Feel Like Flying, a devenit hit și a fost difuzată des pe postul de radio olandez 3FM. Cel mai mare hit al trupei de până acum este din 2005, când single-ul Love You More a atins locul 3 în topurile olandeze de muzică.

## Membri
- Bart van der Weide - Voce
- Stefan de Kroon - Bas
- Dennis Huige – Chitară
- Paul Bukkens - Tobe

## Istoric

### 1997
Racoon începe ca duo acustic: cântărețul Bart van der Weide și chitaristul Dennis Huige. Aceștia lansează trei cântece pe compilația cântăreț/compozitor 'Characters' lansată de către Institutul Olandez de Rock și Pop.

### 1998
Lui Van der Weide și Huige li se alătură basistul Stefan de Kroon și toboșarul Paul Bukkens. Trupa se mută în  Utrecht. Racoon cântă la festivalul Heineken X-pl'oor în Melkweg și în Rotterdam. Demo-ul lansat de trupă 'It's An Ice Cream Day' câsștigă atenția mai multor case de discuri și de asemeni multe recenzii pozitive din partea presei olandeze.

### 1999
Racoon cântă în deschiderea festivalului anual Noorderslag. Semnează cu Sony și la sfârșitul anului intră în studio și înregistrează albumul de debut.

### 2000
În ianuarie Racoon cântă la festivalul Eurosonic din Groningen. În aceeași lună este lansat mult așteptatul album de debut 'Till Monkeys Fly', înregistrat la studiourile ICP în Bruxelles.

### 2001
Single-urile  'Smoothly' și 'Eric's Bar' sunt lansate, ce mai târziu sunt incluse pe noul album 'Here We Go, Stereo'.

### 2002
În februarie Racoon pleacă într-un turneu în țară cu melodii de pe Faith No More.

### 2003
Racoon cântă la festivalul Europe Day în Kiev. Alte trupe prezente la festival: Alphaville (Germania), The Blueberries (Danemarca), K-System (Finlanda) și alte trupe din Polonia, Lituania, Republica Cehă și Ucraina. Festivalul este organizat de Uniunea Europeană.

### 2004
Racoon semnează un contract cu  PIAS. Melodia Feel Like Flying ajunge în topul 100 a celor mai bune melodii pop olandeze.

### 2005
Racoon lansează al treilea album Another Day. Albumul se dovedește a fi un mare hit, cu single-uri de mare succes ca Love You More, Laugh About It și Brother.

### 2006
Trupa colaborează cu Armin van Buuren pentru a crea o variantă trance a hitului lor Love You More. Cântecul are succes pe scena trance și începe să fie difuzat de numeroși DJ de top.

### 2008
În martie, al 4-lea album al trupei, Before You Leave, este lansat.